# Ilha do Camarão

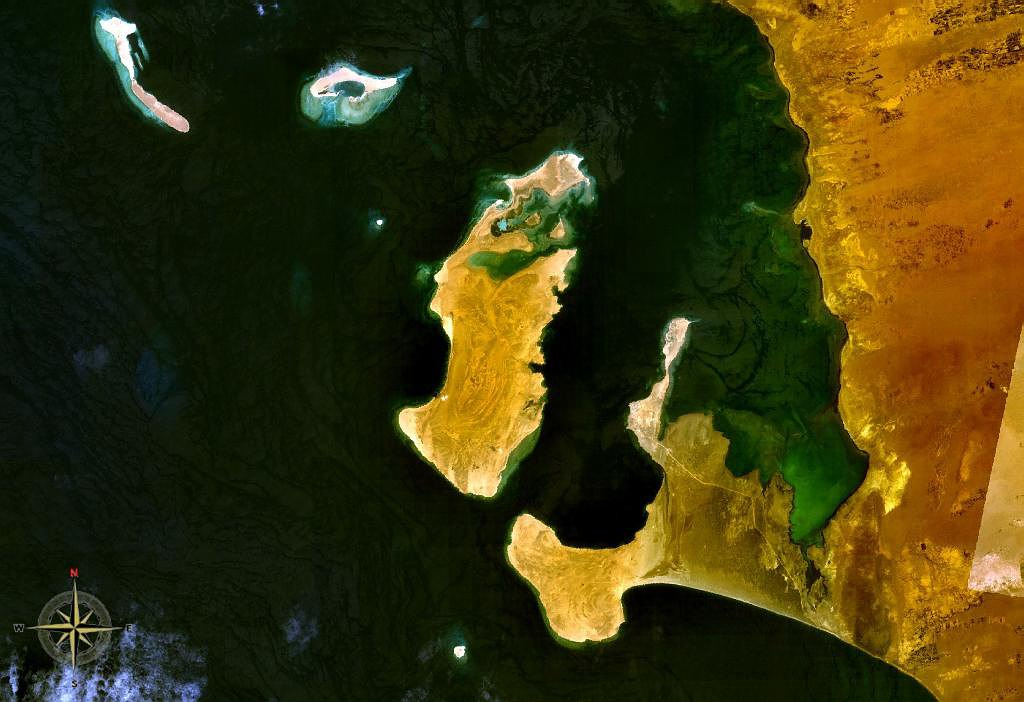
Camarão vista do espaço

Camarão (em árabe: كمران; romaniz.: Kamaran) é a maior das ilhas no Mar Vermelho sob o governo do Iémen. Possui uma área de 108 km², com um comprimento de 18 km e 7 km de largura. Está localizado no posição estratégica, no extremo sul do Mar Vermelho. É uma ilha continental situada em águas pouco profundas da plataforma continental da península Arábica, com recifes de corais a cercar três dos seus lados.